# Niphargus ictus
Niphargus ictus is een vlokreeftensoort uit de familie van de Niphargidae. De wetenschappelijke naam van de soort is voor het eerst geldig gepubliceerd in 1986 door G. Karaman.